# Willem van Hogendorp (1795-1838)
Willem graaf van Hogendorp (Rotterdam, 17 maart 1795 - 's-Gravenhage, 10 juli 1838) was een Nederlands ambtenaar.
Van Hogendorp was de oudste zoon van Gijsbert Karel van Hogendorp. Hij had als ambtenaar en secretaris van De Bus de Gisignies een zekere invloed op het koloniale beleid. De door hem gevoerde correspondentie uit die tijd is daarom interessant voor de koloniale geschiedenis. Zijn zwakke gezondheid werd door ziekte in Indië verder ondermijnd en al kort na zijn benoeming tot staatsraad overleed hij op 43-jarige leeftijd.
- Biografisch Portaal: 22701011
- Digitale Bibliotheek voor de Nederlandse Letteren: hoge037
- International Standard Name Identifier: 0000 0003 9278 0034
- Library of Congress Control Number: no2014147715
- Nederlandse Thesaurus van Auteursnamen: 070086672
- Parlement.com: vg09llxx0yuv
- Virtual International Authority File: 286899308
- WorldCat: E39PBJkxKy4vmBrBRVHDwJd84q